# Camp militaire Rumangabo
 (9 juin 2025).
Le Camp militaire Rumangabo est une installation militaire située dans la province du Nord-Kivu, à l'est de la république démocratique du Congo (RDC). Stratégiquement implanté près du Parc national des Virunga, il joue un rôle clé dans la sécurité de cette région en proie à des conflits armés récurrents. Ce camp sert de base aux Forces armées de la république démocratique du Congo (FARDC) et constitue également un site d'importance historique et géographique dans la région.

## Histoire
Le Camp militaire Rumangabo a une longue histoire, souvent liée à la situation politique et sécuritaire de la région.

### Période coloniale et post-indépendance
Construit à l'époque du Congo belge, le camp a d'abord été utilisé comme base pour l'armée coloniale. Après l'indépendance de la RDC en 1960, Rumangabo est devenu une base importante pour les forces nationales congolaises.

### Guerres dans l'Est de la RDC
Depuis les années 1990, Rumangabo a été au cœur des conflits qui ravagent l'est du pays, notamment pendant les Première et Deuxième Guerres du Congo. Le camp a changé de mains à plusieurs reprises, étant tour à tour occupé par des groupes rebelles tels que le Mouvement du 23 mars (M23), et par les FARDC.
En 2012, le M23 a brièvement pris le contrôle du camp avant qu'il ne soit repris par l'armée congolaise. Ces événements ont souligné l'importance stratégique de Rumangabo en tant que point de contrôle militaire dans la région,.

## Localisation
Le camp est situé à environ 50 kilomètres au nord de Goma, la capitale provinciale du Nord-Kivu. Il se trouve à proximité des limites sud du Parc national des Virunga, une zone inscrite au patrimoine mondial de l'UNESCO connue pour sa biodiversité exceptionnelle et ses écosystèmes uniques, notamment la présence de gorilles des montagnes.

### Accès
Rumangabo est relié à Goma par une route stratégique. Cette proximité facilite le déploiement des troupes et l'approvisionnement, bien que les conditions routières soient souvent précaires en raison des conflits et du manque d'infrastructures modernes.

## Rôle actuel

### Base militaire
Aujourd'hui, le camp sert de base majeure pour les FARDC. Il est utilisé pour des opérations militaires contre divers groupes armés actifs dans la région, notamment les rebelles du M23, les Forces démocratiques alliées (ADF), et d'autres milices locales.

### Sécurité environnementale
En raison de sa proximité avec le Parc national des Virunga, le camp joue également un rôle indirect dans la lutte contre le braconnage et la protection de l'environnement. Les autorités militaires collaborent parfois avec les éco-gardes du parc pour sécuriser cette zone menacée.

### Centre d'accueil pour les déplacés
Lors des offensives militaires et des crises humanitaires, Rumangabo a souvent servi de refuge temporaire pour les populations déplacées. Des organisations humanitaires y apportent régulièrement leur soutien.

## Enjeux et défis
Le Camp militaire Rumangabo reste confronté à plusieurs défis :
- Conflits armés : La région du Nord-Kivu est l'une des zones les plus instables de la RDC, marquée par une multitude de groupes armés qui menacent régulièrement la sécurité du camp et de ses environs.
- Conditions logistiques : Le camp souffre d'un manque d'infrastructures modernes, ce qui complique la vie des soldats et des populations civiles qui y transitent.
- Relations avec les civils : Les tensions entre l'armée et les populations locales, alimentées par des accusations d'abus de pouvoir et de violations des droits humains, restent une source de préoccupation.

## Importance stratégique
Rumangabo est considéré comme une position clé dans le dispositif sécuritaire de l'est de la RDC. Son emplacement près des frontières avec le Rwanda et l'Ouganda, ainsi que son rôle dans la protection du Parc des Virunga, en font un site d'une importance militaire et écologique majeure.